# Motebennur, Byadgi
Motebennur là một làng thuộc tehsil Byadgi, huyện Haveri, bang Karnataka, Ấn Độ.